# Oldřich Rulc
Oldřich Rulc (ur. 28 marca 1911 w Strašnicach, zm. 4 kwietnia 1969 tamże) – czechosłowacki piłkarz grający na pozycji napastnika. Uczestnik mundialu 1938. Długoletni zawodnik SK Židenice.

## Kariera
Oldřich Rulc karierę piłkarską rozpoczął w 1929 roku w Sparcie Praga, jednak po roku gry w tym klubie z powodu braku miejsca w podstawowym składzie (4 mecze, 2 gole) odszedł z klubu. W 1930 roku przeszedł do grającej wówczas w II lidze - SK Židenice, z którym w sezonie 1932/1933 uzyskał awans do I ligi. Wraz z zespołem trzykrotnie zajmował 3. miejsce w lidze czechosłowackiej (1935, 1938, 1946). Karierę zakończył w 1948 roku po rozegraniu 253 meczów i strzeleniu 67 goli w lidze.

## Kariera reprezentacyjna
W reprezentacji Czechosłowacji zagrał 17 meczów i strzelił 2 gole. Debiutował 17 września 1933 roku w zremisowanym 3:3 meczu towarzyskim z reprezentacją Austrii rozegranym w Pradze. Z reprezentacją brał udział na mundialu 1938 we Francji. Ostatni mecz w reprezentacji rozegrał 14 czerwca 1938 roku w Bordeaux podczas mundialu 1938, w którym jego drużyna przegrała 1:2 z reprezentacją Brazylii 1:2 w 2. rundzie tego turnieju.

## Sukcesy

### SK Židenice
- 3. miejsce w lidze czechosłowackiej: 1935, 1938, 1946